# Йокович, Мирьяна
Ми́рьяна Йо́кович (серб. Мирјана Јоковић; род. 24 ноября 1967, Белград, Югославия) — югославская и сербская актриса.
За свою карьеру снялась в тридцати фильмах и сериалах. Карьера Йокович началась в Югославии, роль в фильме Эмира Кустурицы «Андерграунд» (1995) принесла ей международную известность. До «Андерграунда» Йокович сыграла в двух неюгославских фильмах, после же участвовала в нескольких англоязычных лентах, включая фильм «Ослепительная улыбка Нью-Джерси» режиссёра  Карлоса Сорина, принесший ей   приз за лучшую женскую роль МКФ в Сан-Себастьяне. В 1998 году исполнила одну из ролей в фильме Горана Паскалевича «Бочка пороха». В 2007—2008 сыграла в популярном сербском телесериале «Аисты вернутся».

## Избранная фильмография
- 1984 — «Дальнобойщики снова за рулём» / Камионџије опет возе — внучка Джарета
- 1989 — «Ослепительная улыбка Нью-Джерси» / Eversmile, New Jersey — Эстела
- 1989 — «Текст для песен» / Songlines  — девушка из видений
- 1990 — «Граница» / Граница — Этель
- 1994 — «Вуковар» / Вуковар, једна прича — Анна
- 1995 — «Андерграунд» / Подземље — Наталья Зовкова
- 1997 — «Три летних дня» / Три летња дана — Соня
- 1998 — «Шершень» / Стршљен — Адрияна
- 1998 — «Бочка пороха» / Буре барута — Анна
- 1998 — «Задворки Нью-Йорка» / Side Streets — Елена Исковеску
- 2000 — «Лучший способ умереть» / A Better Way to Die — Сальви
- 2002 — «Госпожа горничная» / Maid in Manhattan — горничная
- 2007—2008 — «Аисты вернутся» / Вратиће се роде — Саня (телесериал)
- 2013 — «Миддлтон» / At Middleton — профессор Райли